# Zavala (żupania dubrownicko-neretwiańska)
Zavala – wieś w Chorwacji, w żupanii dubrownicko-neretwiańskiej, w gminie Slivno. W 2011 roku liczyła 1 mieszkańca.